# Курилиха (заказник)
Кури́лиха — ботанічний заказник місцевого значення в Україні. Розташований у межах Кременецького району Тернопільської області, на околиці села Лопушне. 
Площа 31,07 га. Статус присвоєно згідно з рішенням сесії обласної ради від 9 квітня 2015 року № 1912 «Про оголошення територій та об'єкта природно-заповідного фонду місцевого значення Тернопільської області». Перебуває у віданні Лопушненської сільської ради. 
Заказник оголошено з метою охорони та збереження місць зростання відкасника татарниколистого, горицвіту весняного і конюшини червонуватої, що занесені до Червоної книги України та ряду регіонально-рідкісних видів рослин: фітеума куляста, жовтець Запаловича, родовик лікарський, самосил гірський, котячі лапки дводомні, осока низька.